# Aida Shanaeva
Aida Vladimirovna Shanaeva (em russo: Аида Владимировна Шанаева, em osseto: Санаты Владимиры чызг Аидæ; Vladikavkaz, Ossétia do Norte-Alânia, 23 de abril de 1986) é uma esgrimista russa que conquistou a medalha de ouro por equipes nas Olimpíadas de 2008, além de ter alcançado três títulos mundiais e três títulos europeus na categoria por equipes, juntamente com um título mundial individual.
Shanaeva começou a praticar esgrima em 1996, aos dez anos de idade, depois de ser convencida pelo treinador a experimentar o esporte enquanto acompanhava seu irmão. Mais tarde, ela se formou pela Universidade Estadual Russa de Educação Física, Desporto, Juventude e Turismo.
Em reconhecimento às suas conquistas esportivas, Shanaeva foi condecorada com a Ordem da Amizade e a Medalha da Ordem Por Mérito à Pátria. Além disso, recebeu o título de Mestre dos Esportes da Rússia.

## Palmarès
Jogos Olímpicos
| Ano  | Local   | Evento              | Posição | Ref.   |
| ---- | ------- | ------------------- | ------- | ------ |
| 2008 | Pequim  | Florete por equipes | 1.ª     | [ 2 ]  |
| 2012 | Londres | Florete por equipes | 2.ª     | [ 10 ] |

Campeonato Mundial
| Ano  | Local           | Evento              | Posição | Ref.   |
| ---- | --------------- | ------------------- | ------- | ------ |
| 2006 | Turim           | Florete por equipes | 1.ª     | [ 3 ]  |
| 2009 | Adália          | Florete individual  | 1.ª     | [ 3 ]  |
| 2011 | Catânia         | Florete por equipes | 1.ª     | [ 3 ]  |
| 2016 | Rio de Janeiro  | Florete por equipes | 1.ª     | [ 3 ]  |
| 2007 | São Petersburgo | Florete por equipes | 2.ª     | [ 4 ]  |
| 2009 | Adália          | Florete por equipes | 2.ª     | [ 11 ] |
| 2015 | Moscou          | Florete individual  | 2.ª     | [ 12 ] |
| 2015 | Moscou          | Florete por equipes | 2.ª     | [ 13 ] |

Campeonato Europeu
| Ano  | Local     | Evento              | Posição | Ref.  |
| ---- | --------- | ------------------- | ------- | ----- |
| 2006 | Esmirna   | Florete por equipes | 1.ª     | [ 4 ] |
| 2008 | Quieve    | Florete por equipes | 1.ª     | [ 5 ] |
| 2016 | Toruń     | Florete por equipes | 1.ª     | [ 5 ] |
| 2007 | Gante     | Florete por equipes | 2.ª     | [ 5 ] |
| 2009 | Plovdiv   | Florete por equipes | 2.ª     | [ 5 ] |
| 2011 | Sheffield | Florete individual  | 2.ª     | [ 5 ] |
| 2016 | Toruń     | Florete por equipes | 2.ª     | [ 5 ] |
| 2010 | Lípsia    | Florete por equipes | 3.ª     | [ 5 ] |
| 2012 | Legnano   | Florete por equipes | 3.ª     | [ 5 ] |

## Condecorações
- Ordem da Amizade (2 de agosto de 2009)[7]
- Medalha da Ordem Por Mérito à Pátria - Grau I (13 de agosto de 2012)[8]
- Homenageado Mestre dos Esportes da Rússia[9]